# Joseph-Marie Henry
Joseph-Marie Henry (pron. fr. AFI: [ʒozɛf maʁi ɑ̃ʁi], detto Abbé Henry; Courmayeur, 10 marzo 1870 – Valpelline, 1947) è stato un presbitero, botanico e alpinista italiano, originario della Valle d'Aosta, chiamato comunemente l'abbé Henry.
È conosciuto come l'abbé Henry, che in francese significa abate Henry. Tale definizione è tuttavia inesatta, in quanto Henry non fu mai abate. Il termine "abbé" si usa in lingua francese con un significato più ampio, riferendosi a un religioso cui la comunità attribuisce una particolare importanza.

## Biografia
Joseph-Marie Henry fu uno degli ultimi esempi del clero valdostano interessato all'alpinismo, alla botanica ed alle scienze in generale. Dapprima viceparroco a Cogne, collaborò con Pierre Chanoux alla creazione del giardino alpino Chanousia al colle del Piccolo San Bernardo. Nella sua nativa Courmayeur volle impiantare un altro giardino botanico. Il giardino è ancora esistente ed è il parco dell'Abbé Henry, in località Plan-Gorret.
Nell'agosto del 1893 salì sul Monte Bianco su invito dell'abbé Jean-Anselme Bonin, che riuscì a portare a termine l'impresa di celebrare la santa messa sulla cima. L'abbé Henry, a malincuore, dovette rinunciare fermandosi alla capanna Vallot.
Diventato parroco di Valpelline studiò a fondo la valle, salì su tutte le vette dei dintorni dando parecchi nomi alle diverse cime. Collaborò attivamente alla Société de la Flore Valdôtaine, e ne fu presidente dal 1901 al 1941. Nel 1929 scrisse la sua opera più famosa: L'Histoire populaire religieuse et civile de la Vallée d'Aoste.
Nel luglio del 1931 Henry portò a termine un'impresa assolutamente singolare: riuscì infatti, non senza difficoltà, a scalare il monte Gran Paradiso portando con sé fin sulla cima un asino, chiamato Cagliostro dal suo padrone. Questa intelligente iniziativa diede un grande impulso al turismo nella zona di Valsavarenche perché attirò sul Gran Paradiso l'attenzione di molti appassionati di escursionismo, che vollero cimentarsi con una salita certificata ormai come "facile" dal fatto che pure un asino era riuscito a guadagnare la vetta.
Joseph-Marie Henry morì improvvisamente all'età di 77 anni mentre accudiva il suo giardino, in compagnia delle sue api.
A Courmayeur, suo paese natale, gli è stata dedicata la piazza principale, dove si trova anche una sua statua bronzea realizzata nel 1966 dallo scultore ponsammartinese Cristiano Nicoletta.

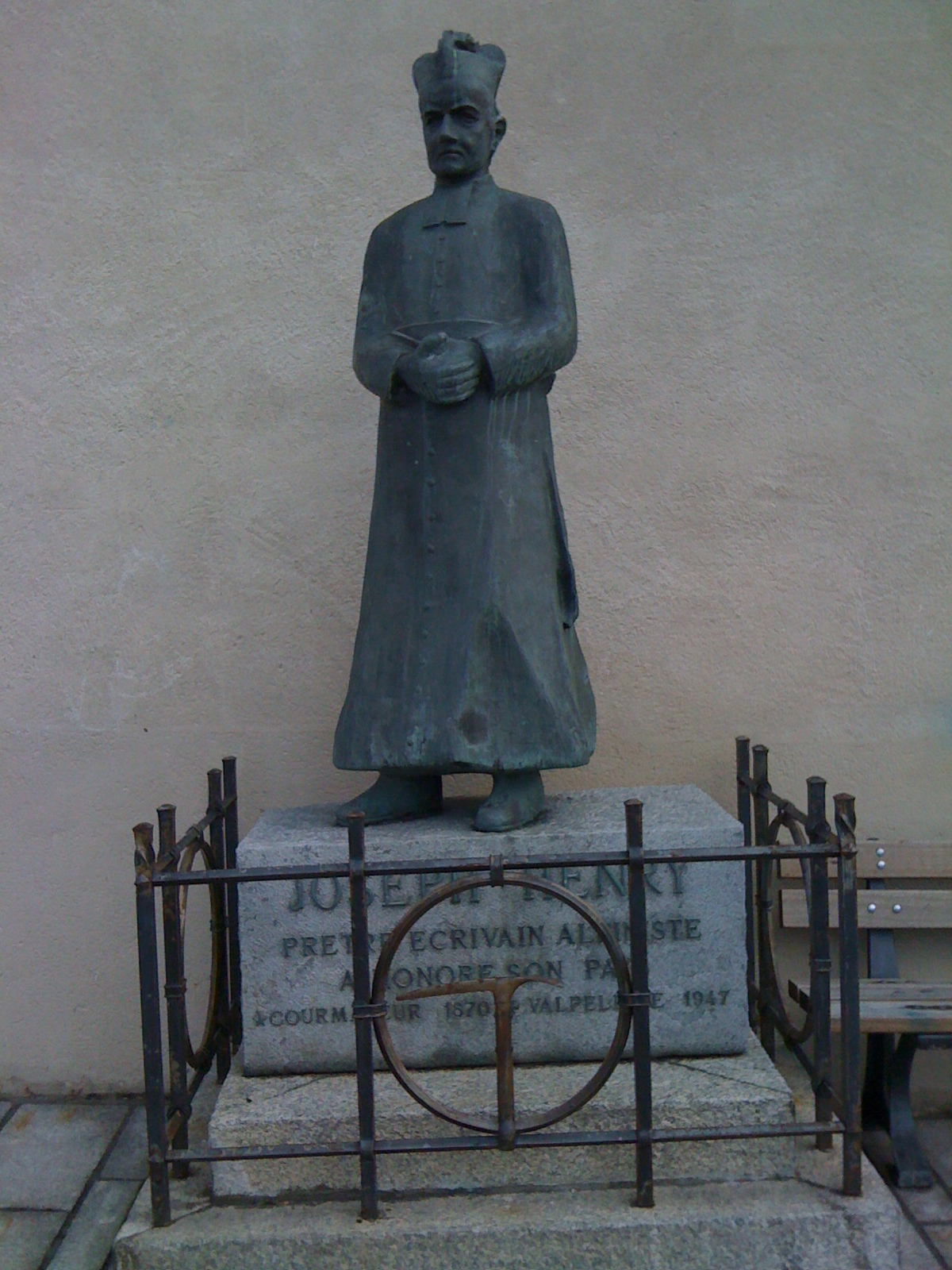
Statua dell'abbé Henry sulla piazza omonima a Courmayeur

## Pubblicazioni principali
- Valpelline et sa vallée (1913)
- Guida della Valpelline (1925)
- Histoire populaire, religieuse et civile de la Vallée d'Aoste (1929)
- Cagliostro: l'asino che scalò il Gran Paradiso (1931)
- Reconnaissances et inféodations dans la Valpelline (seigneurie de Quart) en 1500 (1938)